# Národní shromáždění Československé socialistické republiky
Národní shromáždění Československé socialistické republiky (NS ČSSR) bylo od 11. července 1960 do 31. prosince 1968 celostátním zákonodárným sborem a formálně nejvyšším orgánem státní moci v Československé socialistické republice (ČSSR). Ústavní zakotvení se nacházelo v hlavě třetí Ústavy ČSSR. NS ČSSR mělo 300 poslanců volených z dikce Ústavy na dobu čtyř let, ústavní zákony však tuto dobu prodloužily. Do působnosti NS ČSSR patřilo zejména volit prezidenta republiky a Nejvyšší soud a navrhovat prezidentovi, aby odvolal vládu, její členy nebo generálního prokurátora. Jako nejvyšší zastupitelský sbor se zabýval podněty národních výborů, jednal o jejich činnosti a usnášel se na opatřeních ke zlepšení jejich výstavby a práce.
NS ČSSR vzniklo účinností Ústavy ČSSR 11. července 1960 z dosavadního Národního shromáždění republiky Československé. Účinností ústavního zákona o československé federaci se NS ČSSR stalo Sněmovnou lidu Federálního shromáždění.
Faktická úloha Národního shromáždění byla velmi malá, neboť bylo ve výkonu svých kompetencí vázáno předchozím souhlasem vedení Komunistické strany Československa (KSČ). KSČ současně rozhodovala a předem schvalovala všechna důležitá usnesení NS ČSSR, významné legislativní záměry a projekty.

## Základní vymezení, volby a složení
Národní shromáždění bylo nejvyšším orgánem státní moci Československé socialistické republiky a jediným celostátním zákonodárným sborem. Národní shromáždění mělo tři sta poslanců, kteří byli lidem voleni, lidu odpovědní a mohli být lidem odvoláni. Volební období mělo být čtyřleté, přičemž v podrobnostech o podmínkách výkonu volebního práva a způsobu provádění voleb a odvolávání poslanců odkazovala Ústava na zákon. Těmito zákony byly postupně zák. č. 27/1954 Sb., o volbách do Národního shromáždění, zák. č. 34/1964 Sb., o volbách do Národního shromáždění a do národních výborů a zák. č. 113/1967 Sb., o volbách do Národního shromáždění.
Zákon o volbách do NS z roku 1954 uváděl, že pracující lid volí za poslance Národního shromáždění své nejlepší představitele, přední budovatele socialismu, kteří jsou osvědčenými organizátory tvůrčího úsilí pracujících na hospodářské a kulturní výstavbě státu. Aktivní volební právo měli všichni občané Československé republiky, kteří v den volby dosáhli věku 18 let, jež však nebyli pravomocně odsouzeni ke ztrátě čestných občanských práv a jež nebyli pravomocně zbaveni zcela nebo zčásti svéprávnosti pro duševní poruchu. Pasivní volební právo měl každý občan republiky, který má právo volit a v den volby dosáhl věku 21 let. Každý poslanec NS ČSSR mohl být kdykoliv na návrh Národní fronty odvolán, jestliže zklamal důvěru svých voličů nebo jestliže se dopustil činu nedůstojného funkce poslance Národního shromáždění. O odvolání měli rozhodovat na veřejných schůzích veřejným hlasováním voliči jeho volebního obvodu. Volební zákon z roku 1964 vymezoval, že za poslance Národního shromáždění a národních výborů volí pracující lid své nejlepší představitele, občany politicky a odborně vyspělé a schopné organizovat a sjednocovat tvůrčí síly pracujících v úsilí o plný rozvoj socialistické společnosti. Aktivní a pasivní právo nebylo změněno. Právo volit neměli občané, kteří byli pravomocně zbaveni způsobilosti k právním úkonům pro duševní poruchu nebo jejichž způsobilost k právním úkonům byla pro takovou poruchu omezena. Nevolili také občané, kteří byli ve výkonu trestu odnětí svobody nebo ve vazbě. V rámci institutu odvolání nedošlo ke změně. Úprava z roku 1967 mírně upravila okruh kandidátů, z nichž pracující lid volí poslance Národního shromáždění. Ke změně v otázce aktivní a pasivního volebního práva, jakož i v otázce omezení výkonu volebního práva, nedošlo ve srovnání se zákonem z roku 1964 ke změnám. Změna však byla v institutu odvolání poslance. Návrh podával příslušný orgán Národní fronty, poslanec ale měl nově právo se k návrhu na odvolání písemně či ústně vyjádřit. Voliči ve volebním obvodě, v němž byl poslanec zvolen, rozhodovali o odvolání poslance na shromáždění voličů tajným hlasováním.
Volební období Národního shromáždění zvoleného dne 12. června 1960 skončilo dnem 12. června 1964. Ústavním zákonem č. 112/1967 Sb. mělo další volební období Národního shromáždění skončit dnem 16. listopadu 1968. V červnu 1968 však bylo rozhodnuto, že se volby do NS ČSSR uskuteční nejpozději do konce roku 1969. Volební období – avšak již Federálního shromáždění – pak bylo opět prodlouženo v říjnu 1969.
Poslanci skládali na první schůzi NS ČSSR, které se zúčastnili, slib: „Slibuji na svou čest a svědomí, že budu věren Československé socialistické republice a věci socialismu. Budu dbát vůle a zájmů lidu, řídit se ústavou a ostatními zákony republiky a pracovat k tomu, aby byly uváděny v život. “ Z dikce Ústavy byl poslanec povinen pracovat ve svém volebním obvodu, být ve stálém styku se svými voliči, dbát jejich podnětů a pravidelně jim ze své činnosti skládat účty. Poslanec měl také spolupracovat s národními výbory svého volebního obvodu a pomáhat jim při plnění jejich úkolů. Poslanci byli povinni se činně a iniciativně účastnit práce Národního shromáždění a v zásadě pracovat v některém výboru Národního shromáždění. Výbory jako pracovní a iniciativní orgány byly zřizovány pro hlavní úseky státní a společenské činnosti. Předsedy a ostatní členy výborů volilo NS ČSSR, které je mohlo také kdykoliv odvolat. Ve své činnosti se výbory měly opírat o spolupráci s pracujícími a s jejich organizacemi. Na schůze výborů mohli být zváni členové vlády i představitelé jiných státních orgánů, od nichž mohly být vyžadovány informace a zprávy. Výbory přibíraly ke své práci vědce, zlepšovatele, techniky a jiné přední pracovníky hospodářského a kulturního života.
Poslanec nemohl být bez souhlasu Národního shromáždění trestně nebo kárně stíhán ani na něho nemohla být uvalena vazba.

## Působnost Národního shromáždění
Národní shromáždění z dikce Ústavy jednalo a usnášelo se o základních otázkách vnitřní a zahraniční politiky státu. Jeho veškerá činnost, jakož i práce jeho orgánů a poslanců, měla aktivně působit k plnění úkolů socialistického státu. Národní shromáždění se usnášelo na ústavních a ostatních zákonech, přičemž současně mělo NS sledovat, jak jsou zákony prováděny. Právo legislativní iniciativy měli poslanci NS ČSSR, výbory a Předsednictvo NS ČSSR, prezident republiky, vláda a Slovenská národní rada (SNR). NS ČSSR schvalovalo zejména dlouhodobé plány rozvoje národního hospodářství a státní rozpočet, zkoumalo, jak jsou plněny, a projednávalo zprávy vlády o plnění ročních plánů a státní závěrečný účet. Národní shromáždění se jako nejvyšší zastupitelský sbor republiky mělo zabývat podněty národních výborů, jednat o jejich činnosti, zobecňovat jejich zkušenosti a usnášet se na opatřeních ke zlepšení jejich výstavby a práce.
Národní shromáždění mělo dbát nad zachováváním Ústavy. Mohlo zrušit zákon SNR, nařízení nebo usnesení vlády a obecně závazné nařízení krajského národního výboru (KNV), odporovaly-li Ústavě nebo jinému zákonu. NS ČSSR dávalo souhlas k politickým mezinárodním smlouvám, k hospodářským smlouvám obecné povahy a k takovým smlouvám, k jejichž provedení bylo třeba zákona. Národní shromáždění mělo právo usnášet se o vypovězení války za předpokladu, že byla Československá socialistická republika napadena nebo bylo-li třeba plnit mezinárodní smluvní závazky o společné obraně proti napadení.
Národní shromáždění ČSSR volilo prezidenta republiky, který byl Národnímu shromáždění z výkonu své funkce odpovědný. Volilo také Nejvyšší soud a mohlo odvolávat jeho členy. Generální prokurátor odpovídal Národnímu shromáždění z výkonu své funkce. Národní shromáždění mohlo navrhnout prezidentu republiky, aby generálního prokurátora z jeho funkce odvolal. NS ČSSR jednalo o zprávách Nejvyššího soudu a generálního prokurátora o stavu socialistické zákonnosti.
Platilo, že vláda po svém jmenování prezidentem republiky měla předstoupit před Národní shromáždění a požádat ho, aby vyslovilo souhlas s jejím programovým prohlášením. NS ČSSR formálně sledovalo a kontrolovalo činnost vlády a jejích členů. Vláda i členové vlády ČSSR byli ze své činnosti odpovědní Národnímu shromáždění. Národní shromáždění mohlo navrhnout prezidentu republiky, aby vládu nebo její členy odvolal. NS ČSSR, resp. jeho členové, mělo právo klást otázky předsedovi i ostatním členům vlády ve věcech jejich působnosti. Předseda i ostatní členové vlády byli povinni na dotazy poslanců odpovídat. Požádalo-li o to Národní shromáždění, jeho Předsednictvo nebo výbor, byl člen vlády povinen osobně se dostavit do schůze Národního shromáždění, jeho předsednictva nebo jeho výboru.
Národní shromáždění zřizovalo zákonem ministerstva a ostatní ústřední orgány.
Značná část kompetencí NS ČSSR byla přesunuta do zákonných opatření Předsednictva Národního shromáždění a často také na druhotné normativní akty orgánů moci výkonné.

## Zasedání Národního shromáždění
Zasedání NS ČSSR svolával prezident republiky nejméně dvakrát v roce. Zasedání muselo být svoláno, pokud o to požádala alespoň třetina poslanců. Prezident také prohlašoval zasedání za skončená. Usnášeníschopné bylo NS ČSSR, byla-li přítomna nadpoloviční většina všech poslanců, k platnosti usnesení byla třeba většina přítomných, k přijetí ústavy či k její změně k usnesení o vypovězení války, ke změně státních hranic, jakož i ke zvolení prezidenta republiky bylo zapotřebí souhlasu tří pětin všech poslanců. Schůze Národního shromáždění byly zásadně veřejné. Zásady práce Národního shromáždění upravoval jednací a pracovní řád Národního shromáždění (107/1960 Sb., resp. 183/1964 Sb. ).
Předem zrežírovaná a krátká zasedání Národního shromáždění se konala jen sporadicky.

## Předsednictvo Národního shromáždění
NS ČSSR si ze svého středu volilo na dobu celého volebního období Národního shromáždění Předsednictvo o třiceti členech. V období let 1962 až 1964 mělo Předsednictvo 31 členů. Předsednictvo se skládalo z předsedy Národního shromáždění, z místopředsedů, z předsedů výborů a z dalších členů Předsednictva. Předsednictvo NS ČSSR setrvávalo ve své funkci i po uplynutí volebního období, dokud si nově zvolené Národní shromáždění nezvolilo své Předsednictvo. Předsednictvo Národního shromáždění a jeho členové byli ze své činnosti odpovědní Národnímu shromáždění, které mohlo Předsednictvo i jeho členy kdykoli odvolat.
Předsednictvo řídilo práci Národního shromáždění a v době, kdy NS ČSSR nezasedalo, buď proto, že jeho zasedání bylo skončeno, nebo proto, že uplynulo volební období, vykonávalo Předsednictvo působnost Národního shromáždění. Nepříslušelo mu však volit prezidenta republiky a usnášet se na ústavních zákonech. O vypovězení války se mohlo usnášet, jen bylo-li zasedání Národního shromáždění znemožněno mimořádnými událostmi. Opatření Předsednictva Národního shromáždění vyplývající z této působnosti musela být schválena na nejbližším zasedání Národního shromáždění, jinak pozbývala platnosti. Opatření, k nímž by bylo bývalo třeba zákona, činilo Předsednictvo ve formě zákonných opatření. Zákonná opatření se vyhlašovala obdobně jako zákony. V době, kdy vláda vykonávala funkci prezidenta republiky, příslušelo Předsednictvu Národního shromáždění jmenovat a odvolávat vládu a její členy a pověřovat je řízením ministerstev a jiných ústředních orgánů. Předsednictvo Národního shromáždění vyhlašovalo volby do Národního shromáždění a všeobecné volby do zastupitelských sborů.

### Předsedové a místopředsedové Národního shromáždění
Předsedové Národního shromáždění

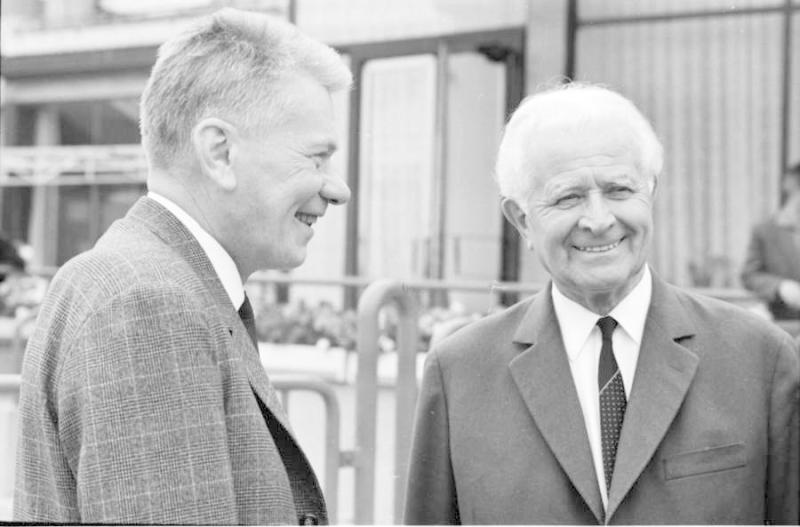
Předseda NS ČSSR Josef Smrkovský a prezident ČSSR gen. Ludvík Svoboda, 1968

- Zdeněk Fierlinger (KSČ), 9. července 1960 – 23. června 1964
- Bohuslav Laštovička (KSČ), 23. června 1964 – 18. dubna 1968 (rezignoval)
- Josef Smrkovský (KSČ), 18. dubna 1968 – 29. ledna 1969

Místopředsedové Národního shromáždění
- Antonín Fiala (ČSS), 9. července 1960 – 23. června 1964
- Antonín Pospíšil (ČSL), 9. července 1960 – 23. června 1964
- Jozef Kyselý (SSO), 9. července 1960 – 10. listopadu 1965
- Václav Škoda (KSČ), 9. července 1960 – 29. března 1968
- Jozef Vallo (KSČ), 9. července 1960 – 23. června 1964, 18. dubna 1968 – 29. ledna 1969
- Oldřich Beran (KSČ), 5. července 1962 – 22. června 1964[17]
- Helena Leflerová (KSČ), 23. června 1964 – 18. dubna 1968
- Michal Chudík (KSČ), 10. listopadu 1965 – 29. března 1968
- Lubomír Dohnal (ČSS), 18. dubna 1968 – 29. ledna 1969
- Marie Miková (KSČ), 18. dubna 1968 – 29. ledna 1969
- Josef Zedník (ČSL), 18. dubna 1968 – 29. ledna 1969
- Andrej Žiak (SSO), 18. dubna 1968 – 29. ledna. 1969

## Kancelář Národního shromáždění
Kancelář Národního shromáždění byla pomocným orgánem Národního shromáždění a sídlila v Cukrovarnickém paláci na náměstí Maxima Gorkého.